# Francesc Català-Roca
Francesc Català-Roca (ur. 19 marca 1922 w Valls, zm. 5 marca 1998 w Barcelonie) – hiszpański fotograf. 

## Życiorys
Syn fotografa Pere Català Pic (1889-1971), który wprowadził go w świat fotografii. Francesc Català-Roca współpracował z kilkoma redakcjami czasopism, m.in. Destino i La Vanguardia, pierwsza indywidualna wystawa jego zdjęć miała miejsce w 1953. Wiele jego zdjęć zostało użytych do ilustrowania książek, większość posiada cechy typowe dla fotografii artystycznej. Francesc Català-Roca uważał się za profesjonalnego fotografa, który próbował uchwycić codzienną rzeczywistość, wierząc, że jest bardziej dokumentalistą niż artystą, a jego praca łączy rzeczywistość z pięknem. Udawało mu się zachować realizm przedstawianych postaci między innymi dzięki zdolnościom technicznym i naturalnej łatwości nawiązywania kontaktu z ludźmi, których fotografował. Jedną z jego najbardziej znanych serii jest cykl zrealizowany w Carrascosa del Campo (prowincja Cuenca) w 1954, gdzie z okazji fiesty miała miejsce walka byków, w której uczestniczył słynny torreador Luis Miguel Dominguín. Obecna była tam aktorka Lucia Bosé, która rok później została żoną Dominguína.

## Dorobek artystyczny
Autor ponad 200 000 zdjęć, przedstawiających głównie Katalonię, a zwłaszcza Barcelonę. Był pierwszym hiszpańskim fotografem, który otrzymał państwową nagrodę w dziedzinie sztuk plastycznych (1983). Dwukrotnie otrzymał nagrodę miasta Barcelona.